# Districte de Pabna
El districte de Pabna és una divisió administrativa de Bangladesh a la divisió de Rajshahi. La capital és Pabna. Té una superfície de 2.371,50 km² i una població de 2.153.921 (1998).

## Administració
Està format per nou upaziles:
- 1. Atgharia
- 2. Bera
- 3. Bhangura
- 4. Chatmohar
- 5. Faridpur (abans Bonwareenogor)
- 6. Ishwardi
- 7. Pabna Sadar
- 8. Santhia
- 9. Sujanagar

## Història
El nom de Pabna podria derivar de l'antic regne de Pundra o Paundravardhana, el país dels pods, la capital del qual era a Mahasthan (al districte de Bogra). La seva història moderna és idèntica la de Rajshahi, districte del que es va separar el 1832 per millorar l'administració; un submagistrat es va establir aquest any a Pabna però va restar subordinat al col·lector de Rajshahi i bona part dels terratinents van conservar el privilegi de pagar el tribut al col·lector de Rajshahi. El 1845 es va crear la subdivisió de Sirajganj. El 1859 el subcol·lector de Pabna va rebre el títol de col·lector amb plenes competències, finalitzant la dependència de Rajshahi. Hi va haver diversos canvis de límits jurisdiccionals, destacant el de 1862 quan la subdivisió de Kushtia, al sud del districte, fou transferida al districte de Nadia, i el 1871 quan el riu va formar el límit sud.
El 1873 es van produir aldarulls agraris que foren reprimits de manera ràpida; encara que el moviment no fou de gran envergadura, va portar a una discussió sobre els drets de la terra que va culminar amb l'anomenada "carta dels ryots", oficialment Bengal Tenancy Act, el 1885. El problema va arribar amb la compra de terres als zamindars absents, que havien estat part dels territoris del raja de Nator; les relacions entre els nous propietaris i els cultivadors (ryots) foren poc amistoses; els zamindars van intentar aixecar les rendes i consolidar els finals de contracte lligats al lloguer, i es van presentar també conflictes en les mesures. El 1873 els cultivadors es van organitzar en una Lliga Agrària (Agrarian League), que gradualment van derivar en una negativa a pagar la renda en un moviment generalment pacífic; això va portar a diversos conflictes; el tinent governador de Bengala George Campbell va donar suport al moviment i en contra dels zamindars absents; el moviment fou conegut com a "Disturbis de Pabna", però l'acció del govern va aturar aviat el conflicte amb l'ajut de la policia armada. El 1874 el territori fou afectat per la fam. Les peticions dels camperols foren finalment en part recollides a la nova Rent Law Act de 1885.
El districte tenia el 1901 una superfície de 4.763 km². Els seus rius principals eren el Padma (amb el distributari Ichamati) i el Brahmaputra però tot el districte està creuat per rius i canals; els llacs principals eren el Chalan Bil, Bara, Sonapatila, Gajna o Gandhahasti i Ghugudah Mis. La població era:
- 1872: 1.210.470
- 1881: 1.310.604
- 1891: 1.361.223
- 1901: 1.420.461

Administrativament estava format per les subdivisions de Pabna i Sirajganj. La capital era Pabna, i Sirajganj la segona ciutat. La llengua comuna era el bengalí dialecte del nord. La majoria de la població (just 3/4) era musulmana, i la resta hindús amb les castes namasudres o chandals, malos, kayasths i sunris.
La subdivisió de Pabna tenia una superfície de 2.284 km² i 586.749 habitants (1901) amb capital a Pabna (18.424 habitants el 1901) i amb 1.658 pobles.